# إسحاق بن إبراهيم الخزاعي
أبو الحسن إسحاق بن إبراهيم مصعب الخزاعيّ (تُوفي عام 235 هجريًا) هو أمير بغداد وواليها لحوالي ثلاثين عامًا، ابن عمه هو طاهر بن الحسين. كان أيضًا مقربًا من الخلفاء، حيث سيّره المعتصم بالله في جيشٍ كبير لقتال أصحاب باب الخرمي، فأوقع بهم في أطراف همذان.
يصفه كتاب «سير أعلام النبلاء» لشمس الدين الذهبي بأنه «كان سائسًا صارمًا جوادًا ممدحًا، له فَضِيلةٌ ومعرفة ودهاء». يُشير إليه كتاب «الإجازة البالغة» لابن حجر الهيتمي، حيث يذكر «إسحاق بن إبراهيم بن مصعب بن زريق بن أسعد بن زاذان الخزاعي ابن عم طاهر بن الحسين، تولى شرطة بغداد أيام المأمون إلى أيام المتوكل. وكان يُعرف بصاحب الجند. وكان صارمًا خبيرًا حازمًا على يده امتحن العلماء بأمر المأمون توفي سنة 235 أو 236 هـ.».
كان إسحاق قد امتَحن العلماء في خلق القرآن بأمرٍ من الخليفة العباسي المأمون، حيث كتب له المأمون كتابًا، ومما ورد فيه: «وقد عرف أمير المؤمنين أن الجمهور الأعظم والسواد الأكبر من حشو الرعية وسفلة العامة ممن لا نظر له ولا روية ولا استضاء بنور العلم وبرهانه أهل جهالة بالله وعمى عنه وضلالة عن حقيقة دينه وقصور أن يقدروا الله حق قدره ويعرفوه كنه معرفته ويفرقوا بينه وبين خلقه وذلك أنهم ساووا بين الله وبين خلقه وبين ما أنزل من القرآن فأطبقوا على أنه قديم لم يخلقه الله ويخترعه».
بعدما وُلي المُتوكِّل للخِلافة، استبشر الناس بولايته، فقد أمر بالتوقَّف في القول بخَلْق القُرآن، وحارب المُعْتَزِلة، ثم كتب إلى نائبه في بَغْدَاد آنذاك إسْحاق بن إبراهيم الخُزاعِي بأن يُكرِّم الإمام أحمَد بن حَنْبَل، وبالغ إسحاق في إكرامه وتعظيمه بناءً على إعظام الخليفة له، ثم سأله عن القُرآن، فقال الإمام ابن حَنْبَل: «سُؤال تنعت أو استرشاد»، فجاوب بأنهُ استرشاد، فجاوبهُ ابن حَنْبَل: «هو كلامُ الله مُنزل غير مخلُوق»، فاطمأن إسحاق لجوابه، مع أنه كان لهُ مسؤولية في مسألة خَلْق القُرآن في عهد الخُلفاء الأواخر الثَّلاث وكان مسؤولًا عن ضرب ابن حَنْبَل.
تُوفي إسحاق الخزاعيّ في بغداد عام 235 هجريًا.